# Stephen Holland
Stephen Roy "Steve" Holland, född 31 maj 1958, är en australisk före detta simmare.
Holland blev olympisk bronsmedaljör på 1500 meter frisim vid sommarspelen 1976 i Montréal.